# Талышский театр
Талышский театр (тал. Tolyšə teətr/ Толышə теəтр) — отрасль талышской культуры, отражающая сценическое искусство на талышском языке.

## История
В 1930-е годы была проведена значительная работа для развития талышского народа. С целью ликвидации неграмотности среди талышей в 1928 году на основе латинской графики был создан алфавит талышского языка. В этот период были открыты школы на талышском языке, а в городе Ленкорань был организован Талышский педагогический техникум. Были написаны учебники для неполного среднего образования до 6 класса талышских школ. К концу 1920-х было наложено книгоиздание на талышском языке на базе бакинского издания «Азернешр», создан талышский театр.
Создание талышского театра было большой мечтой первого секретаря Ленкоранского района Бойукага Мирсалаева и он приложил к его открытию большие усилия.
14 февраля 1935 года в Ленкорани открылся «Талышский рабоче-колхозный театр». В день открытия талышского театра в газете «Сыә Толыш» было напечатано письмо Мирсалаева под названием «Ещё одна победа». Он считал открытие «Талышского театра» победой талышского народа и предполагал, что театр должен стать центром сбора талышского фольклора.  Открылся театр собранием, на котором было объявлено, что «Талышскому рабоче-колхозному театру» присваивается имя Джафара Джаббарлы и после поздравлений была показана его пьеса «Алмас». Репертуар театра представлял собой работы Джафара Джаббарлы, М.Ф. Ахундова, Мирзы Джамалова, Гусейна Джавида.
30 марта был созван съезд на котором приняли участие талышские активисты, просветители. Главным итогом съезда было объявлено, что необходимо писать произведения на талышском языке для театральных сцен и переводить с азербайджанского на талышский короткие произведения. Данный съезд сыграл важную роль в истории талышского театра. Съездом были поставлены следующие цели: 1.) Избранной комиссией просмотреть переведённую на талышский язык пьесу «Отәши кинә». 2.) Объявить конкурс с целью написания коротких произведений о жизни талышей. Приз за первое место 500 манатов, за второе 300 манатов. Окончание конкурса в июле 1935 года. 3.) Привлечь талышские кадры в театр из Педагогического техникума и школ. 4.) Направить молодежь для получения образования в Бакинский театральный техникум. 5.) Организовать отдел Союза писателей в Ленкорани. 6.) Организовать при театре фольклорный кружок. Также Бакинскому рабочему театру было поручено взять под свою опеку «Талышский рабоче-колхозный театр», помочь ему финансово и технически. После съезда театры из Баку стали часто приезжать в Ленкорань и делится своим опытом.
В апреле на очередном съезде утвердили для сцены переведённую на талышский язык работником газеты «Сыә Толыш» М.А. Гулиевым произведение Агасалима Манафлы «Отәши кинә» («Алав гызы»). После пьеса на талышском была направлена в театр.
Представления на азербайджанском языке продолжились и театр ездил по деревням. 16 июня 1935 года «Талышский рабоче-колхозный театр» был в деревне Шурук, 17 числа в деревне Мамуста. Народу очень понравился театр. 16 июля в деревне Болади, 18 числа в деревне Гарматук показывали пьесу «Алмас». А 25 сентября были в деревне Холмили и здесь на просмотр собралось 450 человек.
5 ноября 1935 года «Талышский рабоче-колхозный театр» Ленкорани открыл свой зимний сезон с пьесы на талышском языке «Отәши кинә» («Әловә кинә»). Художественное оформление делал художник Джалил Мамедов, а режиссёром стал Ш. Ибрагимов. Показ пьесы был важным событием. Талыши впервые на своём родном талышском языке могли смотреть профессиональные театральные представления. В последующие годы многие произведения были переведены на талышский язык и поставлены на сцене. При этом также ставились и исполнялись образцы талышской культуры и фольклора.
Первым директором «Талышского театра» был Гусейн Атакишиев, основатель и руководитель газеты «Джанлы».
После пленума ЦК, состоявшегося 6 июня 1937 года, накануне XIII съезда Компартии Азербайджана, где обсуждался вопрос о содержании предстоящего отчета ЦК съезду в числе других был затронут вопрос об очищении азербайджанского языка. Один из участников обсуждения заговорил о необходимости «очищения татского языка». На что Мирджафар Багиров сказал — «Я думаю, пора перейти от татского, курдского, талышского языков к азербайджанскому языку. Наркомпрос должен проявить инициативу, все они азербайджанцы».
После данного пленума было принято решение об отходе от обучения на иных языках и перехода на азербайджанский язык. К 1936—1938 годам талышская интеллигенция была подвергнута репрессиям, талышские школы, театр и педагогический техникум закрыты, издание книг и газет прекращено.
28 мая 1990 года в Ленкоранском Государственном Драматическом театре имени Наджаф бека Везирова на талышском языке было выпущено одно представление. Название было таким: «Быбәмәмон, ја бысырәмон» («Поплачем или посмеёмся»). В представлении были показаны смешные ситуации из жизни восточных шутников Моллы Насреддина и Бахлулу Даненде. Представление это поставил режиссер Баба Рзаев. Над текстом на талышском языке работал Фикрат Исмаилов. О представлении было сообщено в Ленкоранской газете «Ленинчи».
В 2017 году народный театр села Какалос имени М.Шахрияра, организованный артистами, работающими в «Доме народного творчества» села Какалос, Астаринского района, подготовил оперетту Узеира Гаджибекова «Аршин мал алан» на талышском языке. В спектакле диалоги всех персонажей поставлены на талышском языке, а песни поются на азербайджанском, как и в спектакле. Народный театр имени Шахрияра действует с 1976 года как драмкружок при Доме культуры села Какалос.